# Тогут, Элиза
Элиза Тогут (итал. Elisa Togut; р. 14 мая 1978, Гориция, область Фриули-Венеция-Джулия, Италия) — итальянская волейболистка, нападающая (диагональная и доигровщица), чемпионка мира 2002 года.

## Биография
Игровую карьеру Элиза Тогут начала в 1994 молодёжной команде ВК «Модена», выступавшей в серии В1 чемпионата Италии. В следующем сезоне 17-летняя волейболистка играла уже в серии А1 (ведущий дивизион) за основной состав («Антезис»), с которым выиграла свои первые медали сразу на трёх турнирах («серебро» в чемпионате и Кубке Италии и «золото» в Кубке обладателей кубков ЕКВ). В 1996—1997 Тогут вновь выступала в серии В1 за «Виньолу», а в 1997 вернулась в «Модену». В 1998—1999 на протяжении одного сезона играла в базовой команде молодёжной сборной страны — «Клуб Италия».
С 1999 на протяжении 10 лет Элиза Тогут неизменно выступала за ведущие клубы Италии. Наибольших успехов добилась играя за «Монтескьяво» из Йези, с которым четырежды становилась призёром чемпионатов страны, дважды финалисткой Кубка Италии, а в 2001 выиграла Кубок Европейской конфедерации волейбола и Суперкубок Италии. В 2008—2009 выступала за «Сирио» из Перуджи, в составе которого стала бронзовым призёром Лиги чемпионов ЕКВ.
В 2009—2010 Элиза Тогут взяла паузу в карьере (в 2010 у неё родился сын Томмазо). После возвращения в волейбол отыграла ещё три сезона, но лишь один из них в серии А1 (в команде из города Джавено), а в 2014 завершила игровую карьеру.
В 1996 году 18-летняя Тогут выиграла свои первые медали на уровне сборных, став чемпионкой Европы в составе молодёжной команды Италии, а через год — серебряным призёром молодёжного чемпионата мира.
С 1998 по 2006 годы Элиза Тогут выступала за национальную сборную Италии в официальных соревнованиях. Наивысшего успеха она добилась в 2002 году, когда на чемпионате мира в Германии в составе «скуадры адзурры» выиграла «золото», став к тому же MVP турнира и самой результативной в своей команде. Всего же в форме национальной команды Италии Тогут выступала на двух Олимпиадах (2000 и 2004), трёх чемпионатах мира (1998, 2002 и 2006), розыгрыше Кубка мира 1999, четырёх чемпионатах Европы (1999, 2001, 2003 и 2005), шести розыгрышах Гран-при (1998—2000, 2003, 2004, 2006). Кроме вышеупомянутой победы на чемпионате мира 2002, Тогут трижды становилась призёром первенств Европы и дважды призёром Гран-при. Всего же на момент окончания карьеры в сборной Италии (после чемпионата мира 2006) на счету Элизы Тогут 305 матчей, проведённых в составе «скуадры адзурры».

### Клубная карьера
- 1994—1996 —  «Антезис» (Модена);
- 1996—1997 —  «Виньола»;
- 1997—1998 —  «Омнител» (Модена);
- 1998—1999 —  «Клуб Италия» (Рим);
- 1999—2000 —  «Брумс» (Бусто-Арсицио);
- 2000—2002 —  «Чивидини» (Виченца);
- 2002—2008 —  «Монтескьяво» (Йези);
- 2008—2009 —  «Сирио» (Перуджа);
- 2010—2012 —  «Крема»;
- 2012—2013 —  «Банка Реале» (Джавено);
- 2013—2014 —  «Пинероло».

## Достижения

### Со сборными Италии
- чемпионка мира 2002.

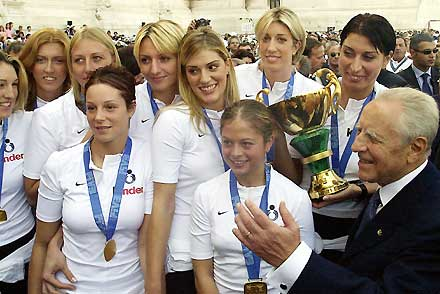
Итальянские волейболистки — чемпионки мира 2002 — на приёме у президента Италии. На заднем плане за чемпионским кубком — лучший игрок турнира Элиза Тогут.

- серебряный (2004) и бронзовый (2006) призёр Мирового Гран-при.
- двукратный серебряный (2001, 2005) и бронзовый (1999) призёр чемпионатов Европы.

### С клубами
- 3-кратный серебряный (1996, 2006, 2007) и двукратный бронзовый (2003, 2004) призёр чемпионатов Италии.
- двукратный серебряный призёр розыгрышей Кубка Италии — 1996, 2003, 2006.
- победитель розыгрыша Суперкубка Италии 2001.
- бронзовый призёр Лиги чемпионов ЕКВ 2009.
- победитель розыгрыша Кубка Европейской конфедерации волейбола (ЕКВ) 2001;
  - серебряный (2004) и бронзовый (2005) призёр Кубка ЕКВ.
- победитель розыгрыша Кубка обладателей кубков ЕКВ 1996;
  - бронзовый призёр Кубка обладателей кубков ЕКВ 1998.

### Индивидуальные
- MVP чемпионата мира 2002.

## Награды
- Кавалер ордена «За заслуги перед Итальянской Республикой» (8 ноября 2002)[3].
- Золотая цепь «За спортивные заслуги» (11 ноября 2004).